# Abablemma
Abablemma is een geslacht van vlinders uit de familie spinneruilen (Erebidae).

## Soorten
- Abablemma bilineata (Barnes & McDunnough, 1916)[2]
- Abablemma brimleyana (Dyar, 1914)[2]
- Abablemma discipuncta Hampson, 1910
- Abablemma duomaculata (Barnes & Benjamin, 1925)[2]
- Abablemma grandimacula (Schaus, 1911)[2]
- Abablemma ulopus Dyar, 1914